# Chimarra nervosa
Chimarra nervosa là một loài Trichoptera trong họ Philopotamidae. Chúng phân bố ở miền Australasia.